# Авдонин, Борис Николаевич
Борис Николаевич Авдонин — российский учёный в области экономической стратегии развития радиоэлектронной промышленности, доктор экономических наук, профессор, директор ЦНИИ «Электроника» (1996—2014), лауреат Государственной премии РФ.
Родился 25.09.1945 в Москве. Окончил Московский институт стали и сплавов по специальности «механизация и автоматизация производства» (1969).
В 1969—1973 годах в институте «Гипроцветмет»: инженер, старший инженер.
С 1973 по 1976 год старший инженер, старший научный сотрудник ВНИИ по отраслевым автоматизированным системам управления.
С 1976 года в ЦНИИ «Электроника»: начальник лаборатории, начальник отдела, начальник отделения, заместитель главного инженера, главный инженер, заместитель директора по научной работе — первый заместитель директора. С 1996 года — директор института. С 2000 по 2014 год — генеральный директор ОАО "ЦНИИ «Электроника».
С 2014 года советник по общим вопросам АО «ЦНИИ „Электроника“». Последние должности — советник генерального директора МНИИРЭП ГК «Ростех», советник директора ФГУП «ГосНИИАС».
Профессор кафедры «Наукоёмкие технологии радиоэлектроники» МАТИ.
Участник разработки «Стратегии развития электронной промышленности России на период до 2025 года» (утверждена Приказом министра промышленности и энергетики от 7 августа 2007 года), направленной на преодоление технологического отставания российской электронной промышленности от западного уровня и обеспечение национальной безопасности Российской Федерации.
Автор более 120 научных публикаций.
Лауреат Государственной премии Российской Федерации 2003 года в области науки и техники (в составе авторского коллектива) — за работу «Решение научно-технических проблем, разработка и крупносерийное промышленное производство прецизионных пьезоэлектрических резонаторов и генераторов».
Заслуженный экономист Российской Федерации (15.12.2006).
Сочинения:
- Экономические и социальные критерии технологического развития производства изделий электронной техники / Б. Н. Авдонин. — Москва : Изд-во МЭИ, 2001. — 242, [1] с. : ил., табл.; 20 см; ISBN 5-7046-0692-X
- Экономические стратегии развития предприятий радиоэлектронной промышленности в посткризисный период [Текст] : монография / Авдонин Б. Н., Батьковский А. М. — Москва : Креативная экономика, 2011. — 511 с. : ил., табл.; 22 см; ISBN 978-5-91292-056-1
- Электроника. Вчера… Сегодня. Завтра? : очерки по истории, технологии, экономике / Б. Н. Авдонин, В. В. Мартынов. — Москва : Дека, 2005. — 517 с. : ил., портр., табл.; 22 см; ISBN 5-902464-03-X
- Отечественная электроника [Текст] : этапы создания и развития : монография / Б. Н. Авдонин, В. В. Мартынов. — Москва : Креативная экономика, 2012. — 198, [1] с. : ил., табл.; 21 см; ISBN 978-5-91292-089-9
- Современный потенциал и перспективы развития отечественной радиоэлектронной промышленности [Текст] : [монография] / Авдонин Б. Н., Борисов Ю. И., Волков В. И. — Москва : СП Мысль, 2013. — 173 с. : цв. ил., табл.; 21 см; ISBN 978-5-91579-109-0
- Финансовое оздоровление и развитие предприятий радиоэлектронного комплекса в период посткризисного восстановления и модернизации российской экономики [Текст] : монография / Авдонин Б. Н. и др. — Москва : Креативная экономика, 2010. — 471 с. : ил., портр., табл.; 22 см; ISBN 978-5-91292-041-7